# دائرة نقاوس
دائرة نقاوس هي إحدى دوائر ولاية باتنة الجزائرية.